# L'Escarène
L'Escarène é uma comuna francesa na região administrativa da Provença-Alpes-Costa Azul, no departamento Alpes Marítimos. Estende-se por uma área de 10,67 km², com  (Escarénois) 2128 habitantes, segundo os censos de 1999, com uma densidade de 199 hab/km².